# 尼古拉耶夫天文台
尼古拉耶夫天文台（Науково-дослідницький інститут «Миколаївська астрономічна обсерваторія»）是位於烏克蘭尼古拉耶夫的天文台。

## 歷史
尼古拉耶夫天文台由海軍上將阿列克謝·薩穆伊洛維奇·格雷格（1775-1845）於1821年創建，作為海軍天文台，旨在確保黑海艦隊及時獲取航海圖，並教授海軍軍官天文定位方法。
尼古拉耶夫市最高的山峰斯帕斯基山（52公尺）的山頂被選為天文台的建設地點。主樓計畫的設計者是費奧多爾·伊凡諾維奇·溫施（Fyodor Ivanovich Wunsch，1770-1836），他是黑海海軍的主要建築師。卡爾·弗雷德里克·克諾爾 (Karl Frederick Knorre) 經瓦西里·雅科夫列維奇·斯特魯維 (Vasiliy Yakovlevich Struve，1801-1883) 推薦，被任命為天文台第一任台長。

## 遺產
尼古拉耶夫天文台自1963年起被列為受保護建築。自2007年起，尼古拉耶夫作為獨立建築被列入聯合國教科文組織世界遺產預備名單，並自2008年起與烏克蘭其他著名天文台一起被列入名單。

## 外部連結
- Official Website （页面存档备份，存于）
- Mykolaiv Observatory （页面存档备份，存于）, UNESCO World Heritage Centre